# Station Lépin-le-Lac-La Bauche
Station Lépin-le-Lac-La Bauche is een spoorwegstation in de Franse gemeente Lépin-le-Lac.